# Џери Рајан
Џери Лин Рајан (енгл. Jeri Lynn Ryan) је америчка глумица, рођена 22. фебруара 1968. године у Минхену (Немачка). Најпознатију улогу је остварила као Седам од Девет у ТВ серији Звездане стазе: Војаџер.

## Филмографија
| Улоге Џери Рајан |              |               |           |          |
| Година           | Српски назив | Изворни назив | Улога     | Напомена |
| 2003.            | Доле љубав   |               | Гвендолин |          |
| 2002.            |              |               | Сара      |          |
| 2000.            |              |               |           |          |
| 2000.            |              |               | себе      |          |
| 1999.            |              |               | Лидија    |          |
| 1991.            |              |               |           |          |